# 大武崙山
大武崙山，又名砲台山，位於基隆市安樂區北部，臨近中山區邊界，海拔231公尺，山頂有三等三角點基石，為台灣小百岳之一。大武崙山峰頂視野極佳，西側即為大武崙砲台古蹟，與基隆港東側槓子寮砲台遙遙相對，均為古時候控制基隆港的軍事要塞。 
攀登大武崙山的主要路徑有二：
- 自西側情人湖入山：可開車由基金一路208巷入山，經情人湖直達大武崙砲台停車場下車後，由砲台入口右側小徑步行3分鐘內可達山頂；亦可搭509公車於情人湖站下車，沿基金一路208巷上山，步行約25分鐘可達大武崙砲台。
- 自東側中山區入山：由英正坑沿德安路循產業道路入山亦可通往大武崙砲台，但路程較遠。